# Holger Nikelis

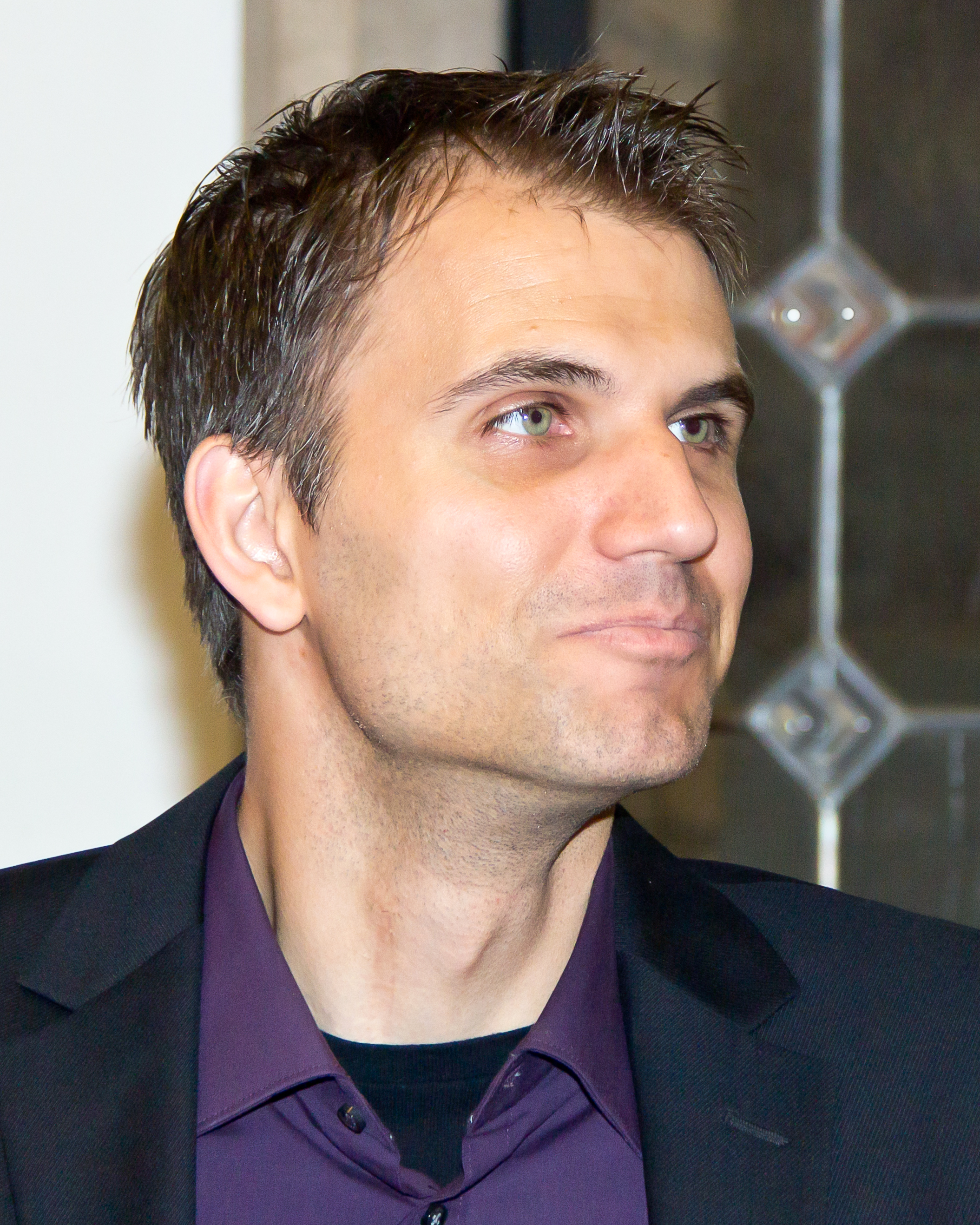
Holger Nikelis, 2012

Holger Nikelis (* 15. Januar 1978 in Köln) ist ein ehemaliger professioneller Rollstuhl-Tischtennisspieler. Bei den Sommer-Paralympics 2004 in Athen gewann er im Einzelwettkampf Gold, im Mannschaftswettkampf Bronze. Am 20. Dezember 2016 gab er bekannt, dass er seine internationale Karriere beenden werde.

## Biografie

### Vor dem Unfall
Seine ersten Tischtennis-Erfahrungen holte sich Holger Nikelis während seiner Grundschulzeit (1984–1988). Erstmals einem Verein beigetreten ist er 1990. Durch den Verein konnte er schon bald erste Wettkämpfe bestreiten, die er zwar erst auf Kreis- und Bezirksebenen Niveau spielte, dort allerdings auch schon erste Erfolge sammeln konnte. Im Spanienurlaub 1995 brach er sich am Strand, als er mit seinem Kopf im flachen Wasser aufschlug, den 6. Halswirbel. Das hatte zur Folge, dass Holger seit diesem Zeitpunkt von der Brust abwärts gelähmt ist. Querschnittlähmung ab dem 6. Halswirbel (Tetraplegie).

### Nach dem Unfall
Nach dem Unfall musste Holger Nikelis zunächst fünf Monate für die Rehabilitationsmaßnahmen aufbringen. Während dieser Maßnahmen griff er erneut zum Tischtennisschläger, da dies als besonders effektive Trainingsmaßnahme für Querschnittgelähmte angesehen wird. Holger konnte trotz Rückschlag 1997 seine Schullaufbahn mit einem guten Abitur beenden. Im darauf folgenden Wintersemester 1998 begann er an der Universität Siegen ein Studium zum Medienwirt, welches er abbrach, um 2000 eine Ausbildung zum Fachinformatiker Fachrichtung Anwendungsentwicklung zu beginnen. Holger spielt derzeit im Rollstuhl Club Köln e. V. (RSC Köln e. V.) Tischtennis. Trainiert wird er von seinem Trainer Michael Meißner. Seit 2001 gehört er zur Deutschen Tischtennis-Nationalmannschaft. Außerdem ist er seit 2008 noch Mitglied im DBS Top Team Paralympics Beijing und im NRW Top Team Peking.
Nikelis gehört zu den Gründern von Sports For Future, einer Initiative, die sich für den Klimaschutz einsetzt. Er äußerte sich zum Engagement wie folgt: „Durch meinen Unfall habe ich erfahren, wie es ist, etwas unwiederbringlich zu verlieren. In Bezug auf die Klimakrise haben wir noch die Chance zu handeln. Das sollten wir tun – ehe es kein Zurück mehr gibt.“

## Sportliche Erfolge

### Medaillen

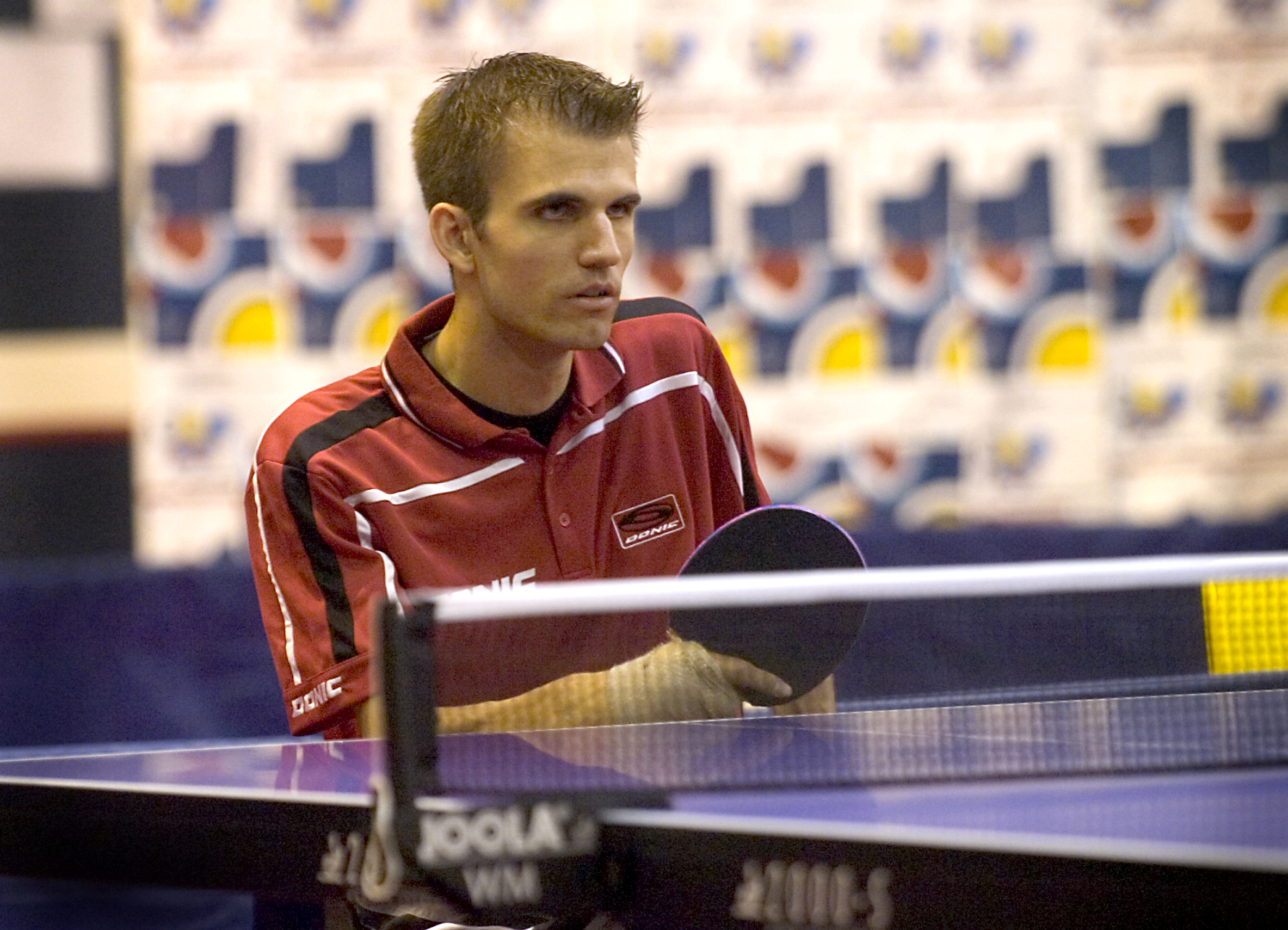
Holger Nikelis, 2008

| Wettkampfart           | Einzel                                                      | Team                                  |
| ---------------------- | ----------------------------------------------------------- | ------------------------------------- |
| Paralympics            | Gold (2012) Gold (2004)                                     | Silber (2012) Bronze (2004)           |
| Weltmeisterschaft      | Gold (2010) Gold (2006) Silber (2002)                       | Silber (2014) Silber (2006)           |
| Europameisterschaft    | Gold (2009, 2005, 2003, 2001)                               | Gold (2009, 2007, 2005) Bronze (2003) |
| Deutsche Meisterschaft | Gold (2013, 2012, 2010, 2009, 2008, 2005, 2003, 2002, 2001) |                                       |

### Ehrungen und Auszeichnungen
- Felix (Sportauszeichnung des Landes NRW)
- Bester europäischer Spieler 2009 (Auszeichnung von ITTF)
- Träger des Silbernen Lorbeerblattes (2006)
- Goldene Ehrenmedaille der Stadt Köln für hervorragende sportliche Leistungen
- Kölnsportler des Jahres 2006 und 2011
- IPC Sportler des Monats Februar 2005
- Nominiert zur Wahl zum Behindertensportler des Jahres 2004

## Sonstige Tätigkeiten und Aufgaben

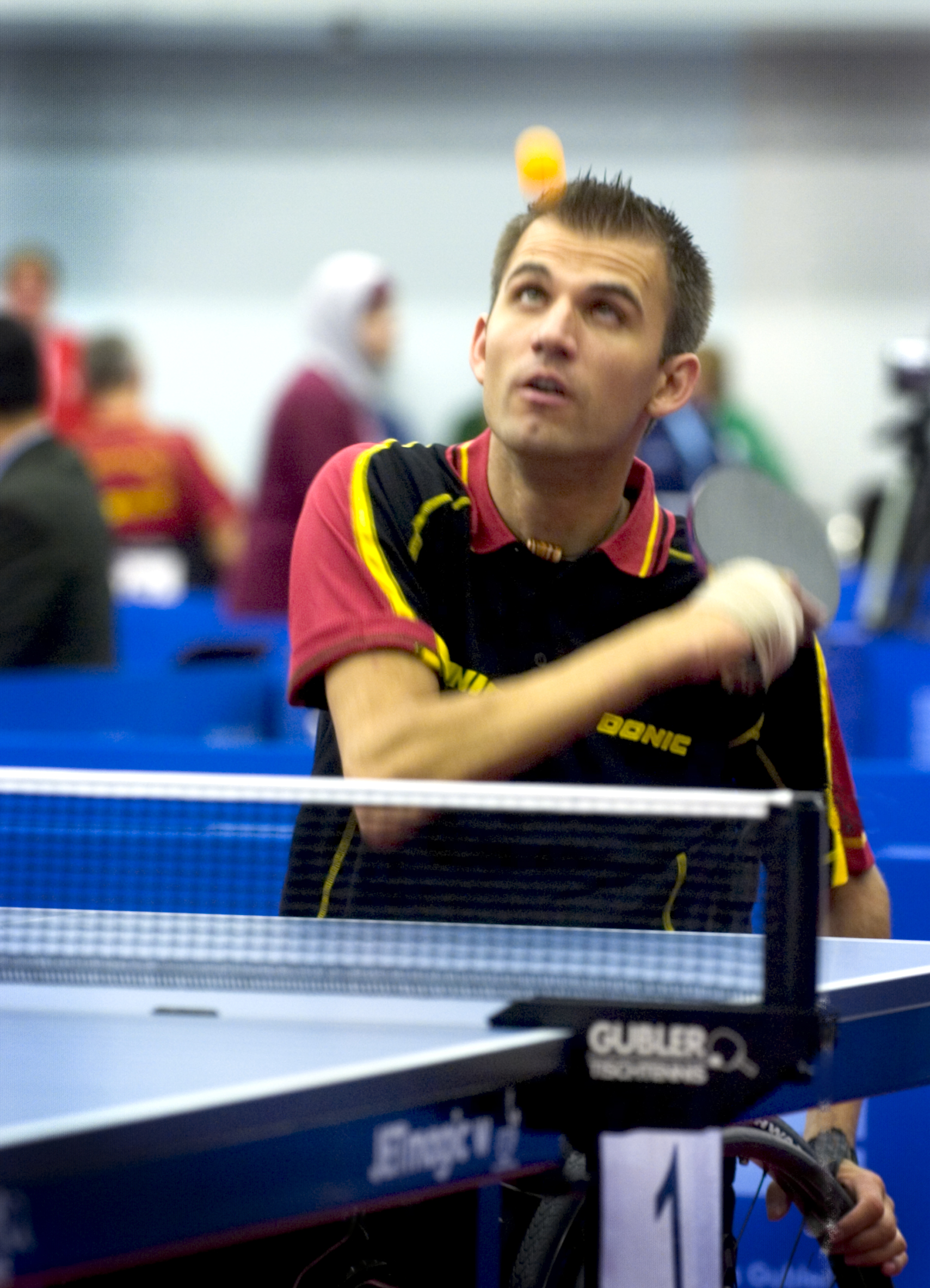
Holger Nikelis, 2008

- Mitglied des IPC Standing Committee „Athletes with High Support Needs Committee“²
- Mitglied im ADSC (Athletes with a Severe Disability Committee)
- Botschafter der Kampagne “Fit im Sport – Fit im Job” 2008
- Besuche von Schulen und Vereinen
- Turnierdirektor der Tetra Open Cologne (TOC)
- Kurator der Stiftung zur Förderung der Integration durch Mobilität (IDM)
- Mitglied im Verein Sportler für Organspende
- Pate für das Land NRW bei der DOSB-Aktion „europa(s)meister“ 2007
- Botschafter der World Games 2005

## Technik
Holger Nikelis ist Rechtshänder. Sein aktuelles Holz ist das Butterfly Andrzej Grubba All+ und er nutzt hauptsächlich den Belag Butterfly Solcion.